# Марія Олегівна
Марія Олегівна (? — після 1146) — руська князівна, імовірно, донька чернігівського князя Олега Святославича.  
Була посватана за Скарбимира, палатина польського монарха Болеслава Кривоустого, однак в 1117 році той повстав проти сюзерена. Відтак Марія вийшла заміж за іншого палатина — Петра Властовича. 1146 року, після покарання чоловіка, повернулася з великим почтом на батьківщину. 